# Азуни
Азуни (итал. Asuni) је насеље у Италији у округу Ористано, региону Сардинија.
Према процени из 2011. у насељу је живело 355 становника. Насеље се налази на надморској висини од 229 м.

## Становништво
Према резултатима пописа становништва 2011. у општини је живело 357 становника.
| 1931. | 1936. | 1951. | 1961. | 1971. | 1981. | 1991. | 2001. | 2011. |
| ----- | ----- | ----- | ----- | ----- | ----- | ----- | ----- | ----- |
| 601   | 605   | 691   | 764   | 738   | 608   | 517   | 425   | 357   |